# Катуньчик сибірський
Кату́ньчик сибірський (Leucosticte arctoa) — вид горобцеподібних птахів родини в'юркових (Fringillidae). Мешкає в горах Північно-Східної Азії.

## Опис
Довжина птаха становить 14-18 см, вага 22-48 г. Виду притаманний статевий диморфізм: самиці дещо світліші за самців. Крім того, рожеве забарвлення деяких частин тіла, притаманне самців, у них відсутнє.
Самців в залежності від підвиду мають сірувате або буре забарвлення. Живіт у них рожевуватий. Також рожевуватими є крила (частково), гузка і надхвістя. Представники деяких підвидів мають рожевувате тім'я, у іних підвидів воно світло-сіре або чорне. Дзьоб міцний, роговий, очі карі.

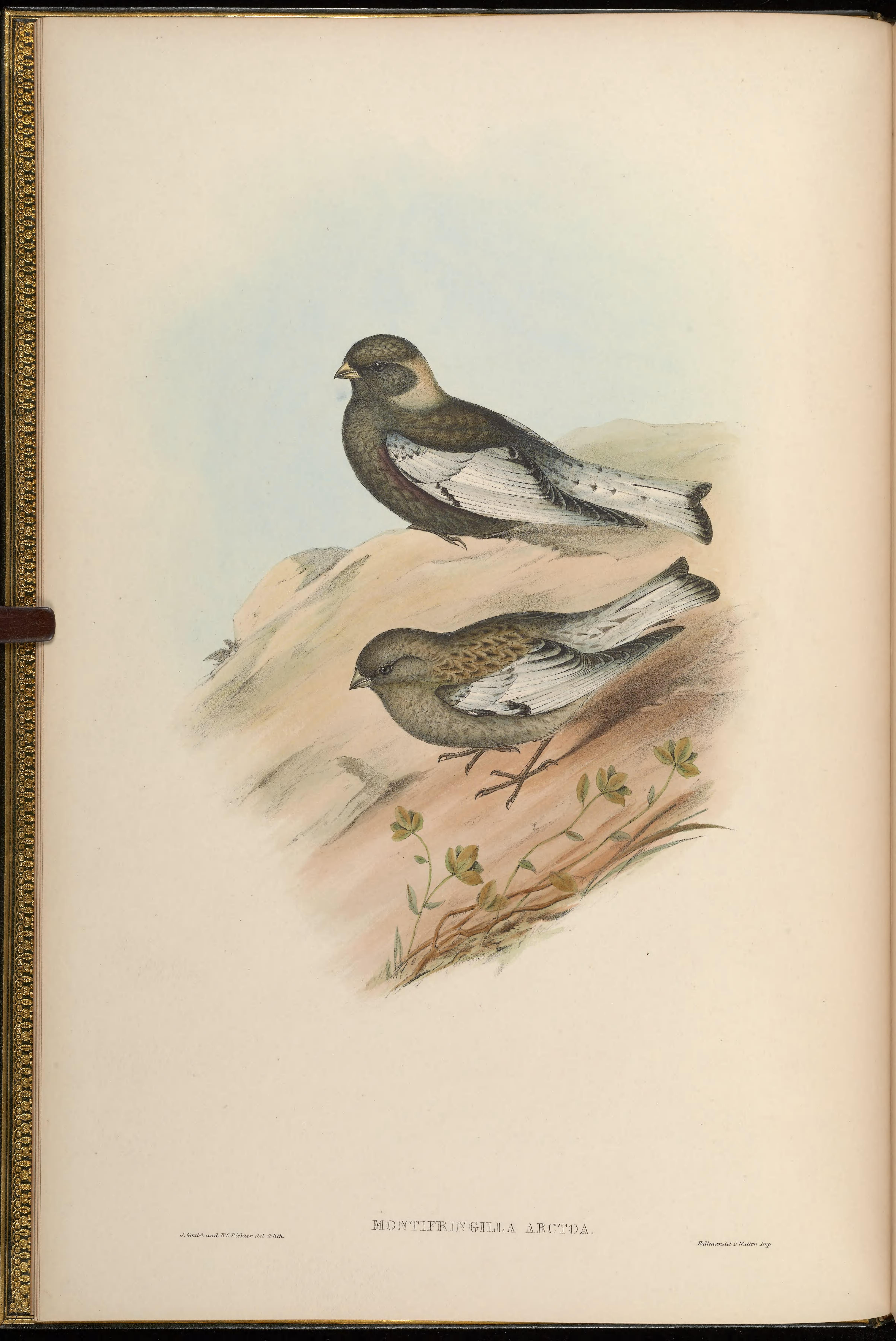
Пара сибірських катуньчиків

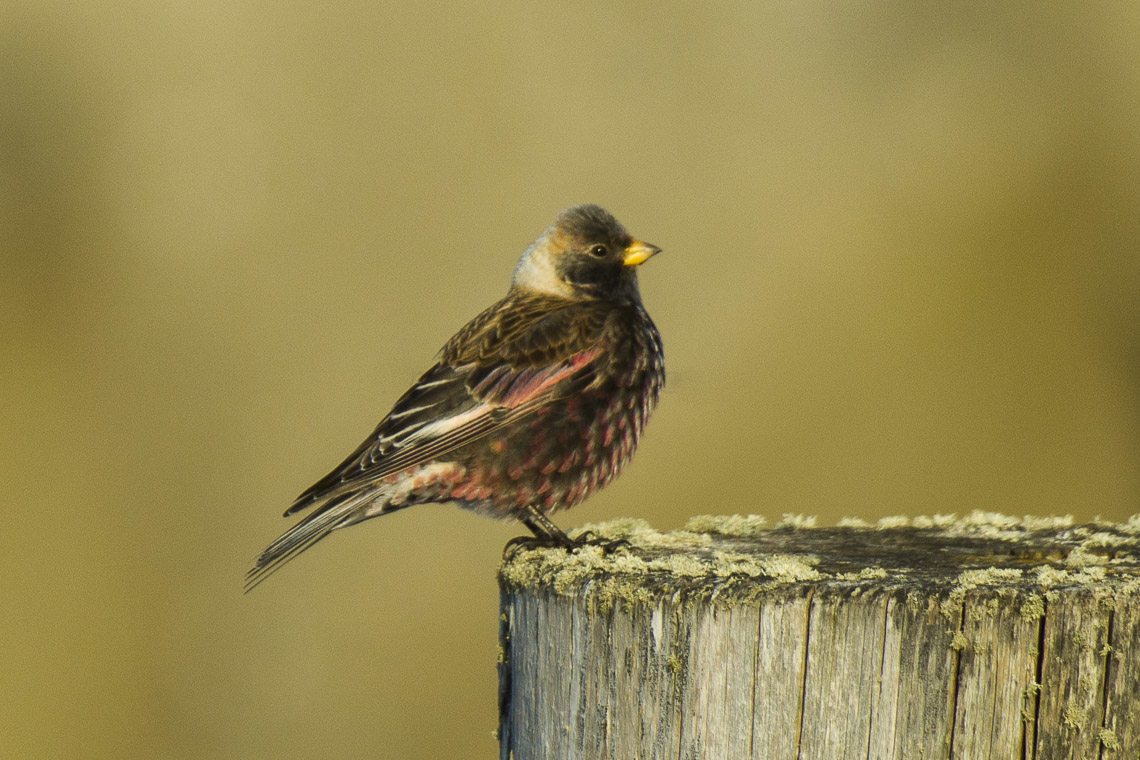
Сибірський катуньчик (Хоккайдо, Японія)

## Підвиди
Виділяють п'ять підвидів:
- L. a. arctoa (Pallas, 1811) — Алтайські гори, західні Саяни, гори Танну-Ула;
- L. a. cognata (Madarász, 1909) — східні Саяни, захід Байкальського хребта;
- L. a. sushkini Stegmann, 1932 — нагір'я Хангай;
- L. a. gigliolii Salvadori, 1869 — північ Байкальського хребта, Становий хребет;
- L. a. brunneonucha (Brandt, JF, 1842) — гніздиться від гирла Лени до Камчатки і на Курилах, а також у Внутрішній Монголії та на заході Хейлунцзяну. Зимує в північному Китаї на південь до Хебею, в Кореї і Японії (на південь до центральної частини острова Хонсю.

Темні, рожеві і сивоголові катуньчики раніше вважалися підвидами сибірського катуньчика, нині вважається, що вони утворюють надвид.

## Поширення і екологія
Сибірські катуньчики гніздяться на високогір'ях, на кам'янистих плато, в гірській тундрі і загалом в скелястих гірських районах, слабо порослих рослинністю.

## Поведінка
У негніздовий період сибірські катуньчики утворюють великі зграї. Вони живляться переважно насінням трав, а також іншими частинами рослин. Влітку іноді харчуються комахами. Сезон розмноження триває з червня по серпень, північні популяції починають гніздитися в липні. Гніздо має чашоподібну форму, зроблене з трави, корінців, лишайників і моху, встелене шерстю і пір'ям. Воно розміщується на землі або серед каміння. В кладці 3-5 яєць, інкубаційний період триває 2 тижні. Пташенята покидають гніздо на 3 тиждень. І самці, і самиці піклуються про них ще кілька тижнів.